# Guarinos
Guarinos este un oraș în Goiás (GO), Brazilia.